# Lucille Ball
Pour les articles homonymes, voir Ball.

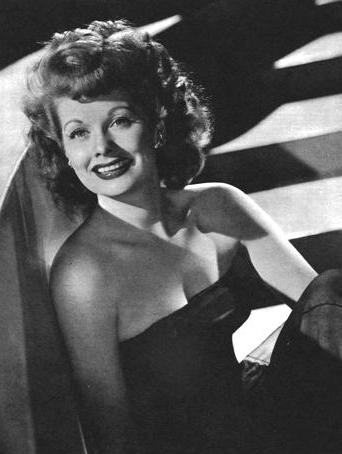
Lucille Ball en 1945.

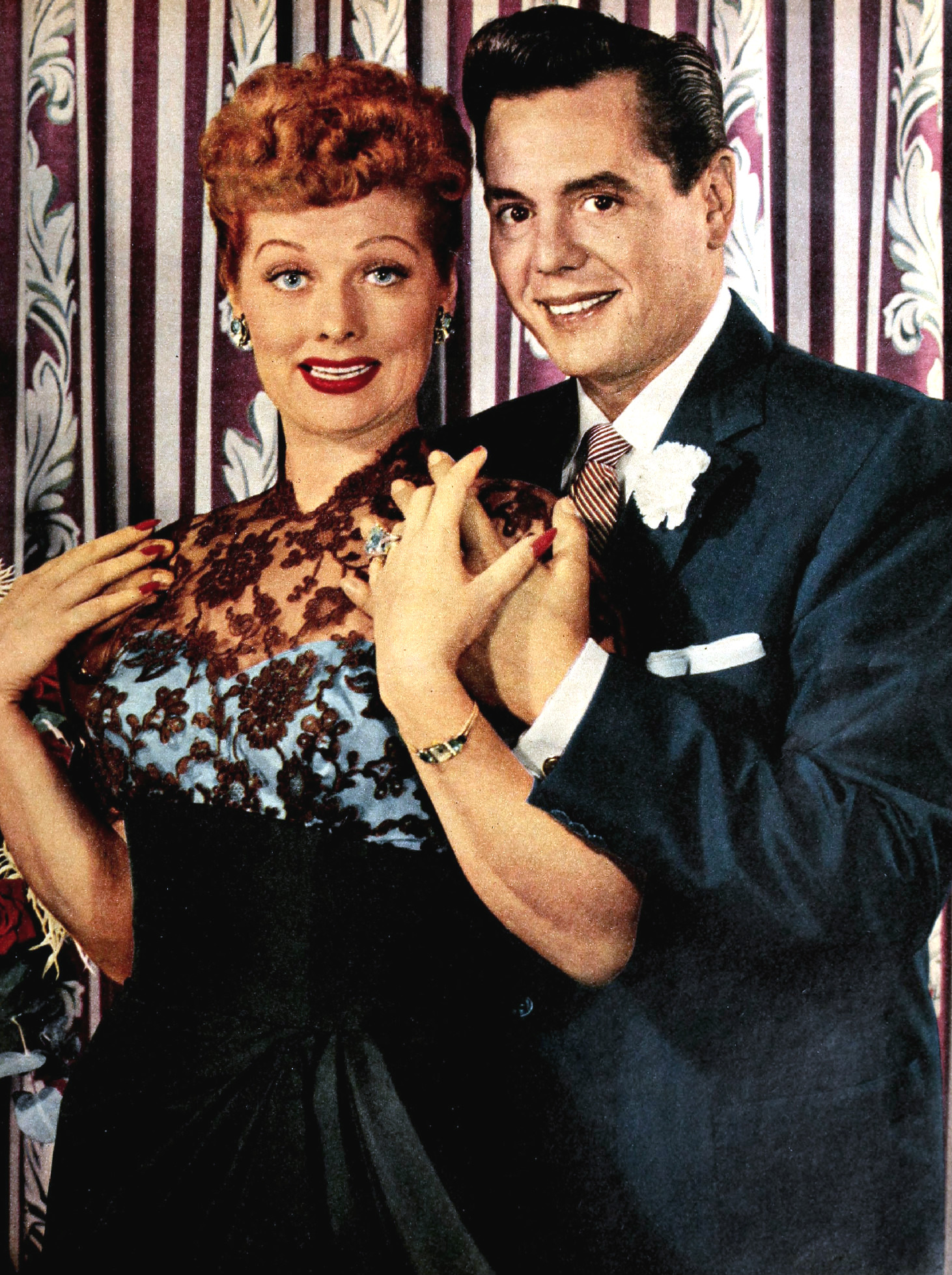
Lucille Ball en compagnie de son mari Desi Arnaz en 1955.

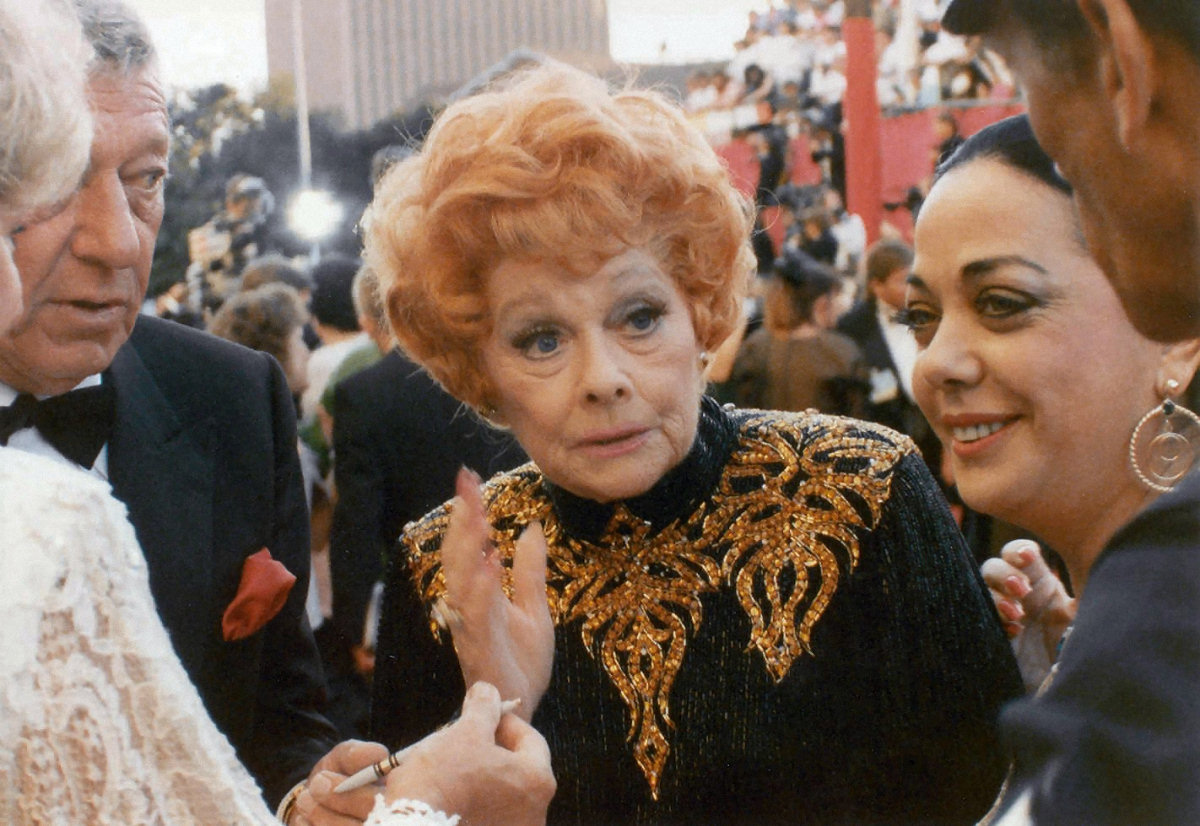
Lucille Ball lors de sa dernière apparition en public en 1989.

Lucille Désirée Ball est une actrice, humoriste, productrice et réalisatrice américaine, née le 6 août 1911 à Jamestown, dans l'État de New York, et morte le 26 avril 1989 à Beverly Hills (Californie). Ses prestations à la télévision, notamment dans les séries Here's Lucy (en) (1951-1956), I Love Lucy (1951-1957) et L'Extravagante Lucy (1962-1968) l'ont fait surnommer the Queen of Television ou encore Ms. Television.

## Biographie

### Jeunesse et formation
Lucille Ball est née le 6 août 1911 à Celoron dans les environs de Jamestown. Elle est la fille aînée de Henry Durrell Ball, un électricien monteur en lignes téléphoniques, et de Desiree (DeDe) Hunt Ball, une pianiste. Pour améliorer ses revenus, son père, Henry, qui a 24 ans à la naissance de sa fille, emmène sa famille à Butte dans le Montana pour travailler dans les mines de cuivre. Les conditions de travail au sein des mines sont dures et Henry y attrape une pneumonie. Il quitte le Montana pour travailler dans le Michigan pour le compte de la Bell Telephone Company, mais sa santé se dégrade et, en 1915, Henry père décède des suites de la fièvre typhoïde. La famille retourne alors à Jamestown. Quand Lucille a 15 ans, elle commence à prendre des cours d'art dramatique et quand elle a 17 ans, elle est admise à la John Murray Anderson-Robert Milton School of Theater de New York,,,,,.

### Carrière
Avec Desi Arnaz, elle crée la société de production Desilu Productions (pour Desi et Lucille). Ils produisirent les premières saisons de The Andy Griffith Show, Star Trek, Mannix et Mission impossible. Leurs studios de Culver City servirent de lieu de tournage pour la série télévisée Les Incorruptibles,.

### Vie personnelle
Elle épouse le 30 novembre 1940 l'acteur Desi Arnaz, dont elle eut deux enfants (Desi Jr. et Lucie), avant de divorcer le 4 mai 1960 pour se remarier le 19 novembre 1961 avec le producteur Gary Morton.
Lucille Ball décède le 26 avril 1989 à l'âge de 77 ans après une opération chirurgicale visant à remplacer une partie de son aorte et de sa valve aortique au centre médical Cedars-Sinaï de Los Angeles, quelques semaines après son apparition à la 61e cérémonie des Oscars,.
Sa dépouille est incinérée. Après la crémation, ses cendres sont envoyées au columbarium de Jamestown.

## Filmographie

### Cinéma

#### Années 1930
- 1933 : Les Faubourgs de New York (The Bowery) de Raoul Walsh : une blonde (rôle mineur)
- 1933 : Nuits de Broadway (Broadway Through a Keyhole) de Lowell Sherman : une fille à la plage
- 1933 : La Boule rouge (Blood Money) de Rowland Brown : la petite amie de Davy
- 1933 : Scandales romains (Roman Scandals) de Frank Tuttle : une esclave
- 1934 : L'Étoile du Moulin-Rouge (Moulin rouge) de Sidney Lanfield : une choriste
- 1934 : Nana de George Fitzmaurice : une choriste
- 1934 : Hold That Girl de Hamilton MacFadden : une fille
- 1934 : Tu seras star à Hollywood (Bottoms Up) de David Butler : une blonde à la soirée
- 1934 : Les Amours de Cellini de Gregory La Cava : la fille qui attend
- 1934 : Rythmes d'amour (Murder at the Vanities) de Mitchell Leisen : Chorine
- 1934 : Le Retour de Bulldog Drummond de Roy Del Ruth : une fille
- 1934 : Perfectly Mismated de James W. Horne : secrétaire
- 1934 : Kid Millions de Roy Del Ruth : l'une des 1934 Goldwyn Girl
- 1934 : Les Écumeurs de la nuit (Men of the Night) de Lambert Hillyer : Peggy
- 1934 : La Course de Broadway Bill (Broadway Bill) de Frank Capra : l'opératrice blonde au téléphone
- 1934 : Jealousy de Roy William Neill : figurante (non créditée)
- 1934 : Three Little Pigskins de Ray McCarey : Daisy Simms
- 1934 : Fugitive Lady de Albert S. Rogell : l'opératrice de beauté
- 1935 : Bas le masque (Behind the Evidence) de Lambert Hillyer : une secrétaire
- 1935 : His Old Flame de James W. Horne : rôle mineur (court métrage)
- 1935 : Carnival de Walter Lang : une infirmière
- 1935 : Toute la ville en parle (The Whole Town's Talking) de John Ford : une fille
- 1935 : Roberta de William A. Seiter : un modèle
- 1935 : I'll Love You Always de Leo Bulgakov : Lucille
- 1935 : A Night at the Biltmore Bowl d'Alfred J. Goulding : elle-même (court métrage)
- 1935 : Collège rythme (Old Man Rhythm) de Edward Ludwig : une collégienne
- 1935 : Le Danseur du dessus (Top Hat) de Mark Sandrich : une vendeuse de fleurs
- 1935 : Les Trois Mousquetaires de Rowland V. Lee : figurante
- 1935 : Griseries (I Dream Too Much) de John Cromwell : Gwendolyn Dilley
- 1936 : Chatterbox de George Nichols Jr. : Lillian Temple
- 1936 : Douilles 25-35 (Muss 'em Up) de Charles Vidor : une passagère du train
- 1936 : En suivant la flotte (Follow the Fleet) de Mark Sandrich : Kitty Collins
- 1936 : The Farmer in the Dell de Ben Holmes : Gloria Wilson
- 1936 : Bunker Bean de William Hamilton et Edward Killy : Miss Rosie Kelly
- 1936 : Dummy Ache de Leslie Goodwins : Lois (court métrage)
- 1936 : Swing It : Mary - rôle mineur (court métrage)
- 1936 : So and Sew de Jean Yarbrough : Sally Curtis
- 1936 : One Live Ghost de Leslie Goodwins : Maxine la bonne
- 1936 : Sous les ponts de New York (Winterset) de Alfred Santell : une fille
- 1936 : Adieu Paris, bonjour New York (That Girl from Paris) de Leigh Jason : Claire Williams
- 1937 : Pas un mot à ma femme (Don't Tell the Wife) de Christy Cabanne : Ann « Annie » Howell
- 1937 : Pension d'artistes (Stage Door) de Gregory La Cava : Judy Canfield
- 1938 : Quelle joie de vivre (Joy of Living) de Tay Garnett : Salina Garret Pine
- 1938 : Gangster d'occasion (Go Chase Yourself) de Edward F. Cline : Carol Meely
- 1938 : Vacances payées (Having Wonderful Time) de Alfred Santell : Miriam
- 1938 : Ah ! ces vedettes ! (The Affairs of Annabel) de Benjamin Stoloff et Lew Landers : Annabel Allison
- 1938 : Panique à l'hôtel (Room Service) de William A. Seiter : Christine
- 1938 : Annabel Takes a Tour de Lew Landers : Annabel Allison
- 1938 : Ma femme en feu (Next Time I Marry) de Garson Kanin : Nancy Crocker Fleming
- 1939 : Beauté sur commande (Beauty for the Asking) de Glenn Tryon : Jean Russell
- 1939 : Twelve Crowded Hours de Lew Landers : Paula Sanders
- 1939 : Panama Lady de Jack Hively : Lucy
- 1939 : Quels seront les cinq ? (Five Came Back), de John Farrow : Peggy Nolan
- 1939 : That's Right, You're Wrong de David Butler : Sandra Sand

#### Années 1940
- 1940 : The Marines Fly High (en) de George Nichols Jr. et Benjamin Stoloff : Joan Grant
- 1940 : On ne roule pas sa femme (You Can't Fool Your Wife) de Ray McCarey : Clara Fields Hinklin / Mercedes Vasquez
- 1940 : Chantez, dansez, mes belles ! (Dance, Girl, Dance) de Dorothy Arzner : Bubbles
- 1940 : Too Many Girls de George Abbott : Consuelo « Connie » Casey
- 1941 : Son patron et son matelot (A Girl, a Guy, and a Gob) de Richard Wallace : Dorothy « Dot »/« Spindle » Duncan
- 1941 : Look Who's Laughing d'Allan Dwan : Julie Patterson
- 1942 : La Vallée du soleil (Valley of the Sun) de George Marshall : Christine Larson
- 1942 : La Poupée brisée (The Big Street) d'Irving Reis : Gloria Lyons
- 1942 : Sept Jours de perm (Seven Days' Leave) de Tim Whelan : Terry Havalok-Allen
- 1943 : La jeunesse s'amuse (Best Foot Forward) d'Edward Buzzell : elle-même
- 1943 : La Du Barry était une dame (Du Barry was a Lady) de Roy Del Ruth : May Daly / Madame Du Barry
- 1943 : La Parade aux étoiles (Thousand Cheer) de George Sidney : elle-même
- 1944 : Meet the People de Charles Reisner : Julie Hampton
- 1945 : Sans amour (Without Love) de Harold S. Bucquet : Kitty Trimble
- 1946 : Ziegfeld Follies, segment Here's to the Ladies de George Sidney : elle-même
- 1946 : L'Impasse tragique (The Dark Corner) de Henry Hathaway : Kathleen
- 1946 : Two Smart People de Jules Dassin : Ricki Woodner
- 1946 : Le Retour à l'amour (Lover Come Back) de William A. Seiter : Kay Williams
- 1946 : Ève éternelle (Easy to Wed) d'Edward Buzzell : Gladys Benton
- 1947 : Des filles disparaissent (Lured) de Douglas Sirk : Sandra Carpenter
- 1947 : Mon loufoque de mari (Her Husband's Affairs) de S. Sylvan Simon : Margaret Weldon
- 1949 : Un crack qui craque (Sorrowful Jones) de Sidney Lanfield : Gladys O'Neill
- 1949 : Miss Grain de sel (Miss Grant takes Richmond) de Lloyd Bacon : Ellen Grant
- 1949 : La Vie facile (Easy Living) de Jacques Tourneur : Anne

#### Années 1950
- 1950 : Suzy... dis-moi oui ! (A Woman of Distinction) d'Edward Buzzell : apparition
- 1950 : Propre à rien ! (Fancy Pants) de George Marshall : Agatha Floud
- 1950 : En plein cirage (The Fuller Brush Girl) de Lloyd Bacon : Sally Elliot
- 1951 : L'Aigle rouge de Bagdad (The Magic Carpet) de Lew Landers : la princesse Narah
- 1954 : La Roulotte du plaisir (The Long Long Trailer) de Vincente Minnelli : Tacy Bolton-Collini
- 1956 : Son ange gardien (Forever, Darling) d'Alexander Hall : Susan Vega

#### Années 1960
- 1960 : Voulez-vous pêcher avec moi ? (The Facts of Life) de Melvin Frank : Kitty Weaver
- 1963 : Ma femme est sans critique (Critic's Choice) de Don Weis : Angela Ballantine
- 1967 : Petit guide pour mari volage (A Guide for the Married Man) de Gene Kelly : Mme Joe X
- 1968 : Les Tiens, les miens, le nôtre (Yours, Mine and Ours) de Melville Shavelson : Helen North Beardsley
- 1974 : Mame de Gene Saks : Mame Dennis

### Télévision
- 1951-1957 : I Love Lucy : Lucy Ricardo
- 1956 : I Love Lucy Christmas Show (téléfilm) : Lucy Ricardo
- 1957-1960 : The Lucy-Desi Comedy Hour (en) : Lucy Ricardo
- 1959 : Sunday Showcase : Lucy Ricardo
- 1959 : The Ann Sothern Show : Lucy Ricardo
- 1962-1968 : L'Extravagante Lucy (The Lucy Show) : Lucy Carmichael
- 1963 : Le Plus Grand Chapiteau du monde : Kate Reynolds
- 1964 : Mr. and Mrs. (téléfilm) : Bonnie Blakely
- 1966 : Lucy in London (téléfilm) : Lucy Carmichael
- 1968-1974 : Here's Lucy : Lucille Carter
- 1970 : Swing Out, Sweet Land (en) (téléfilm) : la statue de la Liberté (voix)
- 1971 : Make Room for Granddaddy : Lucy Carter
- 1974 : Happy Anniversary and Goodbye (téléfilm) : Norma Michaels
- 1975 : Lucy Gets Lucky (téléfilm) : Lucy Collins
- 1975 : Three for Two (téléfilm) : Rita / Sally / Pauline
- 1976 : What Now, Catherine Curtis? (téléfilm) : Catherine Curtis
- 1976 : The Practice : Donnell et Associés (The Practice) : Matilda Morrison
- 1977 : Lucy Calls the President (téléfilm) : Lucy Whittaker
- 1985 : Stone Pillow (téléfilm) : Florabelle
- 1986 : Life with Lucy : Lucy Barker

### Productrice
- 1962 : L'Extravagante Lucy (The Lucy show) (série télévisée)
- 1966 : Lucy in London (téléfilm)
- 1974 : Happy Anniversary and Goodbye (téléfilm)
- 1975 : Lucy Gets Lucky (téléfilm)
- 1975 : A Lucille Ball Special (téléfilm)
- 1976 : What Now, Catherine Curtis? (en) (téléfilm)
- 1977 : Lucy Calls the President (téléfilm)
- 1980 : Lucy Moves to NBC (téléfilm)
- 1983 : L'Esprit d'équipe

### Réalisatrice
- 1968 : Here's Lucy
- 1981 : Bungle Abbey (téléfilm)

## Prix et distinctions
- 1960 : cérémonie d'inscription de son étoile sur le Walk of Fame d'Hollywood au 6436, Hollywood Boulevard[12],[13],
- 1977 : lauréate du Crystal Award[14],
- 1986 : lauréate des Kennedy Center Honors[15],[16],
- 1989 : récipiendaire à titre posthume de la Médaille présidentielle de la Liberté, qui lui est remise par le président George H. W. Bush[17],[18],
- 2001 : cérémonie d'intronisation de Lucille Ball au National Women's Hall of Fame[5],[19].

## Dans la culture populaire
Elle apparaît dans un épisode des Simpsons et dans Pretty Woman, Julia Roberts rit en la voyant à la télévision. Elle est incarnée par Nicole Kidman dans le film Hollywood 1953 (Being the Ricardos) (2021).

### Autobiographie
- (en-US) Lucille Ball, Love, Lucy, Boulevard Books, 1996, rééd. 1 octobre 1997, 290 p. (ISBN 9781572973237, lire en ligne),

### Notices encyclopédiques et manuels de référence
- (en-US) Karin Adir, The Great Clowns Of American Television, McFarland & Company, 1 octobre 1988, rééd. 1 décembre 2001, 265 p. (ISBN 9780786413034, lire en ligne), p. 1-23,
- (en-US) Barry Took, Comedy Greats: A Celebration of Comic Genius Past and Present, Thorsons Publishers, 1er août 1989, 243 p. (ISBN 9781853360398, lire en ligne), p. 74-87,
- (en-US) Cary O'Dell, Women Pioneers in Television: Biographies of Fifteen Industry Leaders, McFarland & Company, 1er janvier 1997, 254 p. (ISBN 9780786401673, lire en ligne), p. 21-39,
- (en-US) Encyclopedia of world biography, volume 1, Gale Research, 1998, 504 p. (lire en ligne), p. 472-473,
- (en-US) American national biography, volume 2, Oxford University Press USA, 1999, 959 p. (ISBN 0195206355, lire en ligne), p. 76-78,
- (en-US) Gail B. Stewart, Great Women Comedians, Lucent Books, 7 mars 2002, rééd. 3 décembre 2005, 104 p. (ISBN 9781560069539, lire en ligne), p. 27-41.
- Jean Tulard, Dictionnaire du cinéma. Les acteurs, Éditions Robert Laffont (Collection Bouquins), Paris, mai 2007, p. 68-69,  (ISBN 978-2-221-10895-6)

### Essais
- (en-US) Bart Andrews & Thomas J. Watson, Loving Lucy: An Illustrated Tribute to Lucille Ball, St. Martin's Griffin, 1980, rééd. 15 janvier 1982, 232 p. (ISBN 9780312499754, lire en ligne),
- (en-US) Joe Morella & Edward Z. Epstein, Forever Lucy: The Life of Lucille Ball, Berkley Books, 1986, rééd. 1 août 1990 (ISBN 9780425122198, lire en ligne),
- (en-US) Charles Higham, Lucy: The Real Life of Lucille Ball, St Martins Mass Market Paper, 1986, rééd. 1 décembre 1987, 294 p. (ISBN 9780312909192, lire en ligne),
- (en-US) Jim Brochu, Lucy in the Afternoon: An Intimate Memoir of Lucille Ball, G.K. Hall, 1 mai 1990, rééd. 1991, 360 p. (ISBN 9780688086466, lire en ligne),
- (en-US) Coyne S. Sanders & Thomas W. Gilbert, Desilu: The Story of Lucille Ball and Desi Arnaz (réimpr. 2011, éd. Dey Street Books) (1re éd. 1993, éd. William Morrow and Company), 392 p. (ISBN 9780062020017, lire en ligne),
- (en-US) Annie McGarry, Lucy!, Smithmark Publishers, avril 1993, 88 p. (ISBN 9780831754013, lire en ligne),
- (en-US) Tim Frew, Lucy : A Life in Pictures, Barnes & Noble, 1996, rééd. 1 janvier 2001, 106 p. (ISBN 9780760728666, lire en ligne),
- (en-US) Lee Tannen, I Loved Lucy: My Friendship with Lucille Ball, St. Martin's Griffin, 12 octobre 2001, rééd. 25 octobre 2002, 280 p. (ISBN 9780312302740, lire en ligne),
- (en-US) Adam Woog, Lucille Ball, Lucent Books, 21 février 2002, 120 p. (ISBN 9781560067467, lire en ligne),
- (en-US) Stefan Kanfer, Ball of Fire: The Tumultuous Life and Comic Art of Lucille Ball, Alfred A. Knopf, 1er janvier 2003, 388 p. (ISBN 9780375413155, lire en ligne)[20],
- (en-US) Mary R. Desjardins, Recycled Stars: Female Film Stardom in the Age of Television and Video, Duke University Press Books, 9 février 2015, 320 p. (ISBN 9780822357896, lire en ligne), p. 143-190,
- (en-US) James Bawden & Ron Miller, Conversations with Legendary Television Stars: Interviews from the First Fifty Years, University Press of Kentucky, 13 août 2019, 360 p. (ISBN 9780813177649, lire en ligne), p. 41-56,

### Articles
- (en-US) Alexander Doty, « The Cabinet of Lucy Ricardo: Lucille Ball's Star Image », Cinema Journal, Vol. 29, No. 4,‎ été 1990, p. 3-22 (20 pages) (lire en ligne),
- (en-GB) Carol Westreich Solomon, « Lucy in the Chocolate Factory: From the Business World to the High School Classroom », The English Journal, Vol. 88, No. 5,‎ mai 1999, p. 62-66 (5 pages) (lire en ligne),
- (en-US) Lori Landay, « Millions "Love Lucy": Commodification and the Lucy Phenomenon », NWSA Journal, Vol. 11, No. 2,‎ été 1999, p. 25-47 (23 pages) (lire en ligne),
- (en-US) Susan M. Carini, « Love's Labors Almost Lost: Managing Crisis during the Reign of "I Love Lucy" », Cinema Journal, Vol. 43, No. 1,‎ automne 2003, p. 44-62 (19 pages) (lire en ligne),
- (en) Aurélie Blot, « Lucille Ball, the Queen of Show Business versus Lucy Ricardo, the Failed Actress », Transatlantica,‎ février 2010 (lire en ligne),
- (en-US) Mary Desjardins, « Review: Loving Lucy, Performing Biography », Cinema Journal, Vol. 51, No. 3,‎ printemps 2012, p. 157-162 (6 pages) (lire en ligne),
- (en-US) Bryan Kirschen, « Multilingual Manipulation and Humor in "I Love Lucy" », Hispania, Vol. 96, No. 4,‎ décembre 2013, p. 735-747 (13 pages) (lire en ligne),